# NGC 6961
NGC 6961 (другие обозначения — PGC 65372, ZWG 374.14, NPM1G +00.0554) — эллиптическая галактика (E) в созвездии Водолей.
Этот объект входит в число перечисленных в оригинальной редакции «Нового общего каталога».